# Herman-Hartmut Weyel

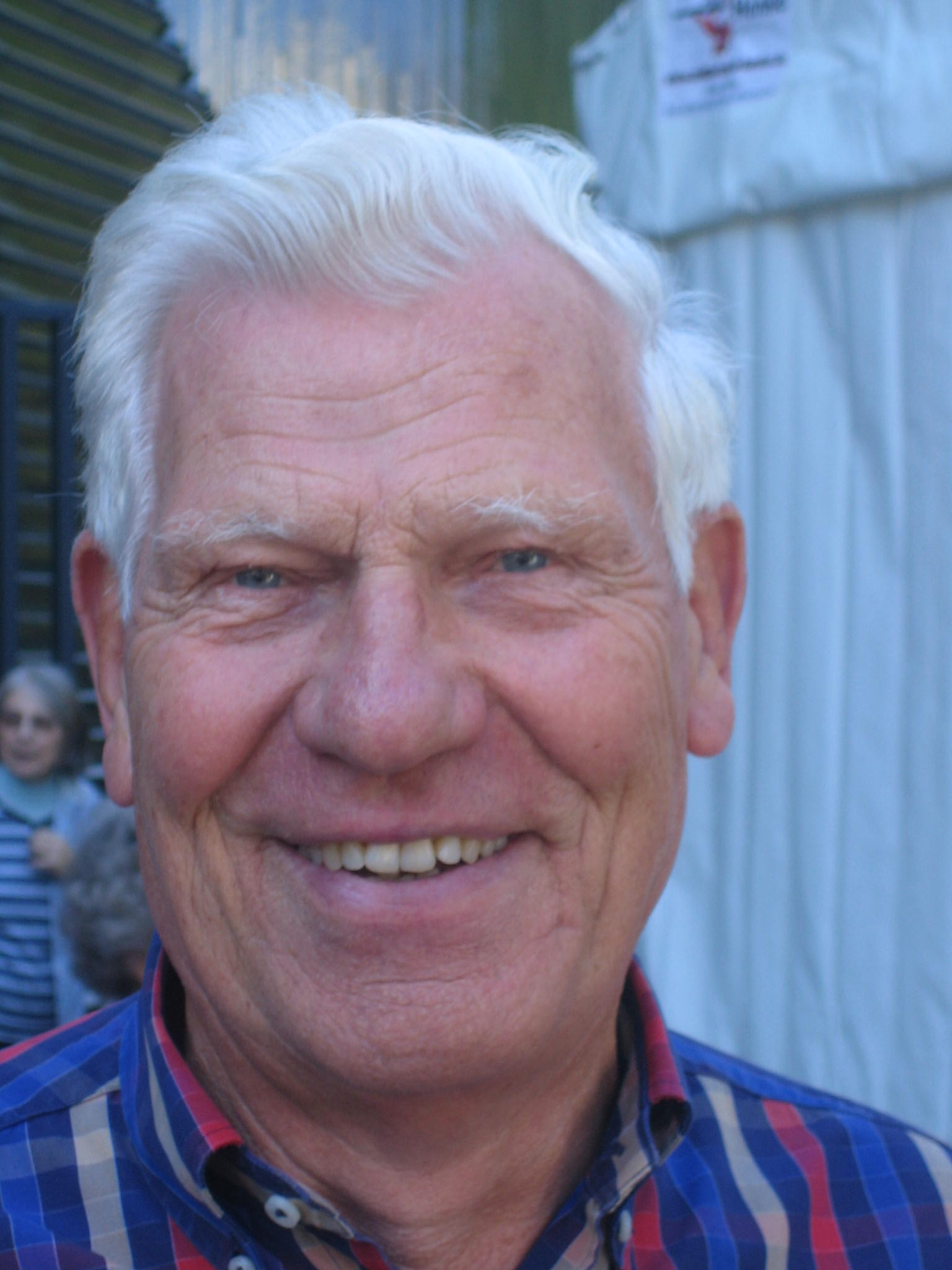
Herman-Hartmut Weyel am Tag der öffentlichen Synagogenbesichtigung der neuen Mainzer Synagoge

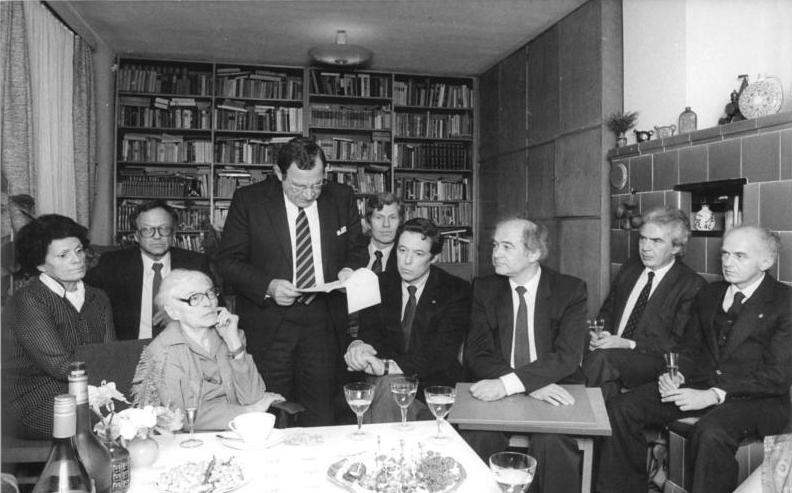
Bild und Text aus dem Bundesarchiv: Anna Seghers wurde die Ehrenbürgerschaft der Stadt Mainz verliehen. Aus diesem Anlass waren in ihrer Berliner Wohnung (v. r. n. l.) Klaus Höpcke, Stellvertreter des Ministers für Kultur der DDR; Manfred Harder, Präsident der Gutenberg-Universität Mainz; Bürgermeister Anton Maria Keim, Klaus Bölling, Leiter der Ständigen Vertretung der BRD in der DDR, Weyel (SPD-Fraktionsleiter in Mainz); Oberbürgermeister Jockel Fuchs (stehend), Günter Storch (FDP-Fraktionsleiter in Mainz), Frau Fuchs und andere Persönlichkeiten anwesend. (1981)

Herman-Hartmut Weyel (* 20. Juli 1933 in Prenzlau; † 28. November 2021) war ein deutscher Kommunalpolitiker der SPD. Vom 4. Mai 1987 bis zum 3. Mai 1997 war er als Nachfolger von Jockel Fuchs Oberbürgermeister von Mainz.

## Politik
Der Verwaltungsjurist Weyel war in den Jahren 1962 bis 1982 im rheinland-pfälzischen Justizministerium tätig. Seit 1969 war er für die SPD Mitglied des Mainzer Stadtrates. Er übernahm im Jahr 1979 den Fraktionsvorsitz seiner Partei im Stadtrat, den er bis 1983 innehatte. Vom 1. April 1983 bis April 1987 war er Beigeordneter der Stadt Mainz. Bis zu seinem Tod war Weyel Vorsitzender des Vereins „Vereintes Mainz“, der sich um eine Rückgliederung der rechtsrheinischen Stadtteile von Mainz bemüht.
Weyel war außerdem Beisitzer im Vorstand des SPD-Ortsvereins Mainz-Oberstadt-Ebertsiedlung.

## Oberbürgermeister von Mainz
Herman-Hartmut Weyel kandidierte zusammen mit Eckhart Pick um die Nachfolge des am 30. April 1987 ausgeschiedenen Oberbürgermeisters Jockel Fuchs.
Am 16. November 1986 wählte ihn der Unterbezirksparteitag der SPD im Kurfürstlichen Schloss mit 98 von 195 Stimmen zum Kandidaten für das Oberbürgermeisteramt. Auf seinen Konkurrenten Pick entfielen 92 Stimmen. Als stärkster Fraktion im Stadtrat kam der SPD das Vorschlagsrecht für die Nachfolge im Oberbürgermeisteramt zu. Da zudem die CDU Unterstützung für den Kandidaten der SPD signalisierte, wurde Weyel im Jahr 1986 mit breiter Mehrheit im Stadtrat zum Nachfolger von Jockel Fuchs als Oberbürgermeister gewählt. Weyel trat sein Amt am 4. Mai 1987 an.
Weyels Amtszeit war geprägt vom spürbaren Abebben des rapiden Mainzer Aufschwungs der 1960er und 1970er Jahre, der mit den Namen seiner beiden populären Vorgänger Franz Stein und Jockel Fuchs verbunden ist. Die Zahl der Arbeitsplätze ging in Weyels Amtszeit um etwa 10 % zurück, vor allem durch die Schließung der Waggonfabrik und des Panzerwerks. Die Arbeitslosigkeit blieb aber meist unter dem Landes- und Bundesdurchschnitt.
Der Mainzer Wohnungsmarkt war bis Mitte der 1990er Jahre wegen des Fehlens von Neubaugebieten recht schwierig. Nach Abzug der US-amerikanischen NATO-Streitkräfte aufgrund des Endes des Ost-West-Konfliktes wurde daher die ehemals militärisch genutzte Siedlung am Flugplatz Mainz-Finthen zum Stadtteil Layenhof  erklärt. Da aber in Mainz-Gonsenheim und am Bruchweg weitere Kasernengelände zur zivilen Besiedelung frei wurden, ist es nicht zu einem massiven Ausbau von Layenhof gekommen.
Auf Initiative Weyels und der Baudezernenten Heidel und Schüler wurde das Gelände am südlichen Stadteingang von Mainz neu gestaltet (Römerschiff-Museum, DB-Cargo-Zentrum, Hyatt-Hotel, sowie der Fort Malakoff Park, ein vom Siemens-Nixdorf-Konzern errichtetes Büro- und Geschäftszentrum). Die Rheinterrasse vor dem Fort Malakoff Zentrum bildet den Übergang von der Grünfläche vor der Uferstraße zu der Rheinmole und wird, unter anderem wegen seiner Nähe zum Kulturzentrum („Kuz“) von der Mainzer Bevölkerung „angenommen“.
Als für das Stadtbild besonders gelungen gilt die 1989 auf dem Gelände der ehemaligen Mainzer Aktien Bierbrauerei errichtete Wohnanlage auf dem Kästrich.
Der immer stark auf Konsens zwischen den beiden größten Parteien ausgerichtete Weyel setzte sich für das politische „Mainzer Modell“, eine breite Koalition zwischen SPD, CDU und FDP, ein. Auch als es im Jahr 1989 zu einer rechnerischen Mehrheit für Rot-Grün im Stadtrat kam, dauert es bis 1992, bis diese Koalition zustande kam, bei der erstmals ein Dezernent der Grünen in den Stadtvorstand gewählt wurde, bei Gegenstimmen der nunmehr zur Opposition gewordenen CDU und FDP. Da SPD und Grüne aber im Jahr 1994 die Mehrheit im Stadtrat verloren, kam es wieder zu einer aus bürgerlichen Parteien und SPD zusammengesetzten Mehrheit im Stadtrat, unter Ausschluss der Grünen und der Republikaner. 

## Ereignisse während seiner Amtszeit
1988
- Gründung der Spielbank Mainz

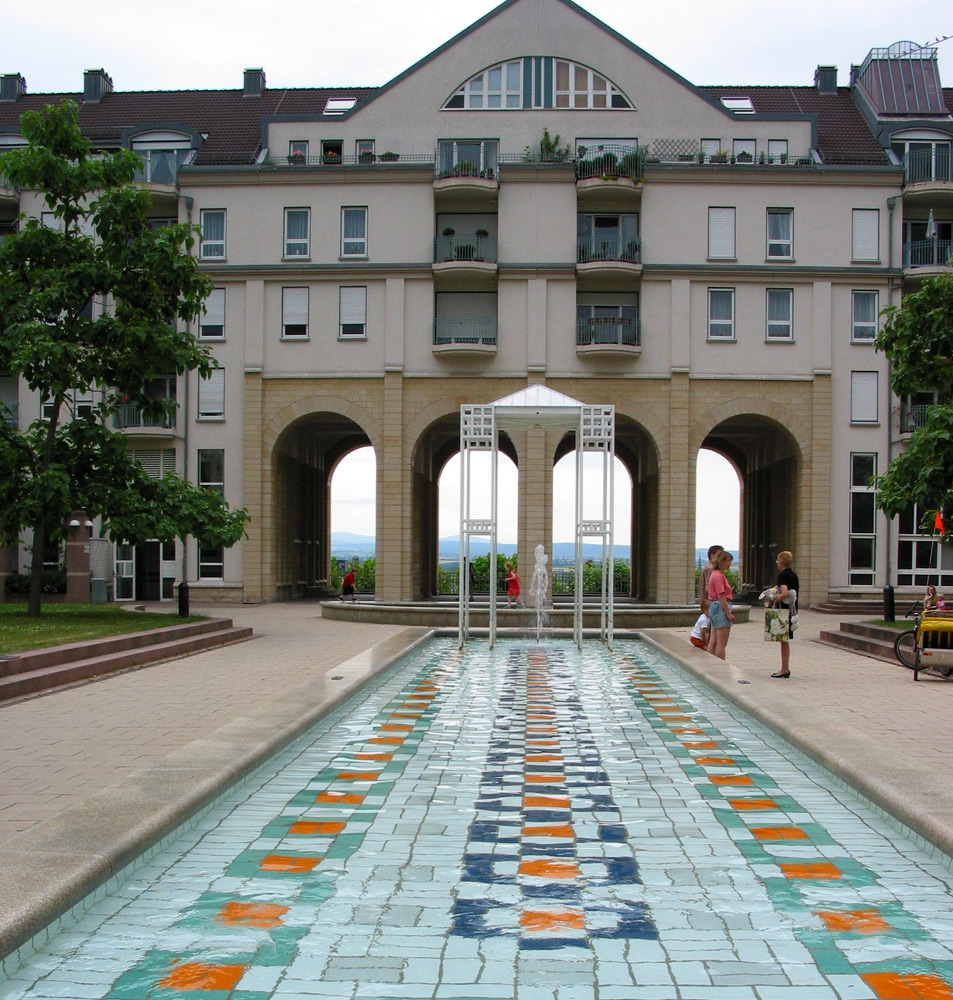
Wohnanlage auf dem Kästrich

- Unterschutzstellung der Denkmalzone „An der Favorite – Karthaus“ als Beispiel für den Siedlungs- und Villenbau des frühen 20. Jahrhunderts (Fort Kartaus wurde 1922 niedergelegt)
- 1989–1994 Rot-Grüne Zusammenarbeit in Mainz
- 1989 Wohnanlage Kästrich

1991
- Unterschutzstellung der Denkmalzone „Am Judensand 57-69“, ehemaliges „Friedenspulvermagazin Nr. 20“ (Alte Patrone)
- Frankfurter Hof
- Einweihung eines Seniorenzentrums auf der Frankenhöhe
- Einweihung des Sat.1 Sendezentrums
- Grundsteinlegung für die neuen Südwestfunk-Studios an der Wallstraße
- Eröffnung des Sozialen Zentrums St. Rochus in Mombach
- Einweihung eines neuen Dienstgebäudes für die Wasser- und Schifffahrtsdirektion Südwest
- Verabschiedung und Auflösung des 3. Bataillons der 8. US-Infanterie-Division aus den Gonsenheimer Lee Barracks

1992
- Die BFE Studio und Medien Systeme siedeln sich in Gonsenheim an
- Verabschiedung und Auflösung des 118. Support Bataillons aus den Lee Barracks Gonsenheim
- Ein Bebauungsplan für das Gebiet um den Winterhafen wird vorgestellt
- Gründung des Freundschaftskreises Mainz-Louisville
- Aufwertung der französischen Vertretung zum französischen Generalkonsulat
- Unterschutzstellung der Denkmalzone „Weißliliengasse/Willigisstraße“
- Unterschutzstellung der Denkmalzone „Uferstraße/Fischtorplatz“
- Unterschutzstellung der Denkmalzone „Fischergasse/Rotekopfgasse“
- Unterschutzstellung der Denkmalzone „Peter-Cornelius-Platz“

1993
- Layenhof
- „Historisches Mainz“ (Kennzeichnung historischer Gebäude durch Tafeln)
- Unterschutzstellung der Siedlung Baentschstraße
- Umgestaltung des Bischofsplatzes
- Eröffnung der neuen Feuerwache 1 in Bretzenheim
- Erster Spatenstich für das Kleine Haus des Staatstheaters Mainz
- Unterschutzstellung der Denkmalzone „Bretzenheimer Mühle“
- Unterschutzstellung der Denkmalzone „Fort Joseph“ im zweiten Festungsring
- Unterschutzstellung der Denkmalzone „Fort Weisenau“ des dritten Festungsrings
- Unterschutzstellung der Denkmalzone „Jakobsbergstraße“ ehemals klostereigene Mietzinshäuser der Benediktinerabtei St. Jakob.

1994
- Museum für Antike Schifffahrt

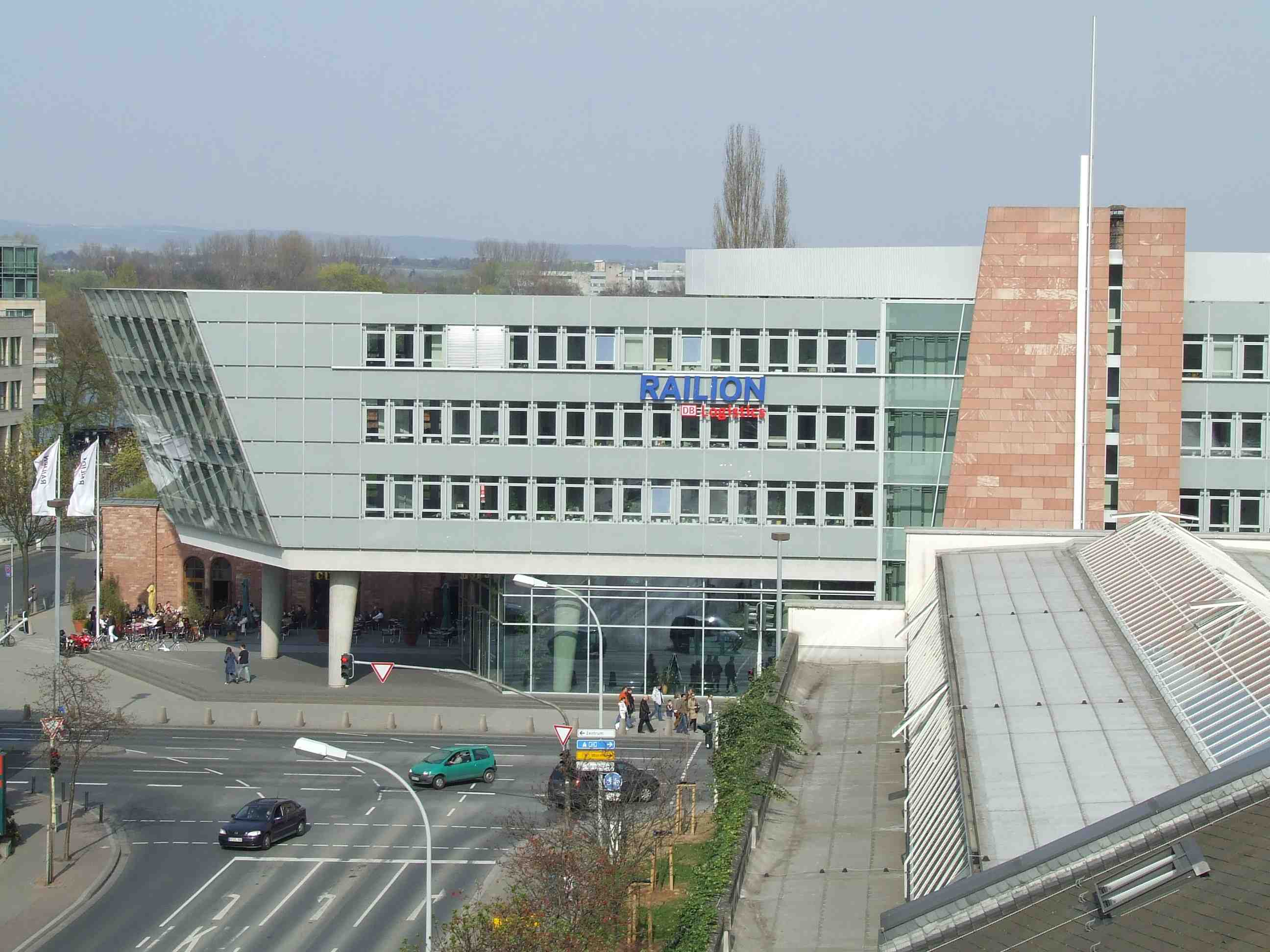
Ehemaliges Gebäude der DB-Cargo in Mainz

- Rheinufer-Ausbau im Süden der Innenstadt: Fort-Malakoff-Park, Hyatt-Hotel, DB-Cargo-Zentrum
- Unterschutzstellung der Denkmalzone „Südöstliche Altstadt“. Profan- und kirchliche Bauten veranschaulichen die Stadtgeschichte vom frühen Mittelalter bis in das 19. Jahrhundert

1997
- Unterschutzstellung der Denkmalzone „Kästrich 9-47“ entlang der mittelalterlichen Stadtmauer

## Fastnachter
Man sah ihn Jahr für Jahr als Fastnachter beim Rosenmontagszug im Fußvolk der Weisenauer Burggrafengarde.

## Ehrungen
- 2005: Verdienstkreuz 1. Klasse der Bundesrepublik Deutschland

Für sein Engagement beim Wiederaufbau der Mainzer Partnerstadt Zagreb nach den Jugoslawienkriegen verlieh ihm die kroatische Hauptstadt die Ehrenbürgerschaft.